# CLAMP
Les CLAMP són un grup de 4 mangakes japoneses. El grup està format per: Nanase Ohkawa, Tsubaki Nekoi, Mokona i Satsuki Igarashi. Van debutar l'any 1989 amb l'obra RG Veda en el tercer número de la revista South de l'editorial Shinshokan. Abans de debutar oficialment CLAMP va començar a l'institut com un grup integrat per 12 membres que, entre 1987 i 1991, van publicar una sèrie dōjinshis anomenats CLAMP BOOK. Amb el temps la resta de components van anar marxant fins que, finalment, van quedar les 4 actuals.

## Obres
| Primer número | Últim número | Títol original                                         | Editorial                                   | Volums | Estat    |
| ------------- | ------------ | ------------------------------------------------------ | ------------------------------------------- | ------ | -------- |
| 1989          | 1991         | Nijuu mensou no onegai                                 | Kadokawa Shoten                             | 2      | Completa |
| 1989          | 1996         | RG Veda                                                | Shinshokan                                  | 7      | Completa |
| 1990          | 1993         | Tokyo Babylon                                          | Kodansha                                    | 5      | Completa |
| 1991          | 1993         | Gakuen Tokukei Duklyon                                 | Kadokawa Shoten                             | 2      | Completa |
| 1992          | 1992         | X                                                      | Kadokawa Shoten                             | 18     | Completa |
| 1992          | 1992         | Shirahime-Syo                                          | Kadokawa Shoten                             | 1      | Completa |
| 1992          | 1993         | Clamp Gakuen Tanteidan                                 | Kadokawa Shoten                             | 3      | Completa |
| 1992          | 1994         | Shin Shunkaden                                         | Hakusensha                                  | 1      | Completa |
| 1993          | 1995         | Fushigi no Kuni no Miyuki-chan                         | Kadokawa Shoten                             | 1      | Completa |
| 1993          | 1995         | Watashi no Sukinahito                                  | Kadokawa Shoten                             | 1      | Completa |
| 1993          | 1996         | Magic Knight Rayearth                                  | Kodansha                                    | 6      | Completa |
| 1995          | 1998         | Wish                                                   | Kadokawa Shoten                             | 4      | Completa |
| 1996          | 2000         | Sakura, la caçadora de cartes                          | Glénat Editions (en català, 2007), Kodansha | 12     | Completa |
| 1997          | 1997         | Clover                                                 | Kodansha                                    | 4      | Completa |
| 1999          | 2000         | Suki Dakara Suki                                       | Kodakawa Shoten                             | 3      | Completa |
| 1999          | 2001         | Angelic Layer                                          | Kodakawa Shoten                             | 5      | Completa |
| 2000          | 2002         | Chobits                                                | Kodansha                                    | 4      | Completa |
| 2000          | 2003         | Gohou Drug                                             | Kodakawa Shoten                             | 3      | Completa |
| 2003          | 2005         | Tsubasa RESERVoir CHRoNiCLE                            | Kodansha                                    | 28     | Completa |
| 2003          | 2011         | xxxHOLiC                                               | Kodansha                                    | 19     | Completa |
| 2004          | 2011         | Kobato                                                 | Kodakawa Shoten                             | 6      | Completa |
| 2011          |              | Gate 7                                                 | Shueisha                                    |        | Oberta   |
| 2013          | 2016         | xxxHOLiC Rei                                           | Kodansha                                    | 4      | Completa |
| 2014          | 2016         | Tsubasa World Chronicle: Nirai Kanai-hen               | Kodansha                                    | 3      | Completa |
| 2016          |              | Sakura, la caçadora de cartes: les cartes transparents | Kodansha                                    |        | Oberta   |

- 1987: Shining Star
- 1988: Shoten
- 1989: Derayd